# British Academy Film Awards 2000

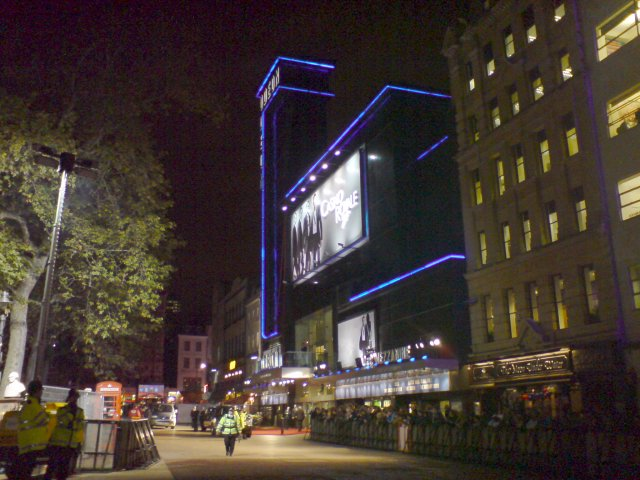
Odeon Leicester Square, der Veranstaltungsort

Die 53. Verleihung der British Academy Film Awards fand am 9. April 2000 im Odeon Leicester Square in London statt. Die Filmpreise der British Academy of Film and Television Arts (BAFTA) wurden in 21 Kategorien verliehen, hinzu kamen drei Ehrenpreis-Kategorien. Die Verleihung zeichnete Filme des Jahres 1999 aus. Die Academy Fellowship wurde in diesem Jahr an Michael Caine und Peter Bazalgette vergeben. Der im März 1999 verstorbene US-amerikanische Filmregisseur Stanley Kubrick erhielt die Ehrung postum. Gastgeber der Veranstaltung war der schottische Moderator Jack Docherty.
| Film                                        | N  | A |
| ------------------------------------------- | -- | - |
| American Beauty                             | 14 | 6 |
| Das Ende einer Affäre                       | 10 | 1 |
| Der talentierte Mr. Ripley                  | 7  | 1 |
| East is East                                | 6  | 1 |
| Matrix                                      | 5  | 2 |
| Topsy-Turvy – Auf den Kopf gestellt         | 5  | 1 |
| The Sixth Sense                             | 4  | 0 |
| Alles über meine Mutter                     | 3  | 2 |
| Being John Malkovich                        | 3  | 1 |
| Buena Vista Social Club                     | 3  | 0 |
| Die Asche meiner Mutter                     | 3  | 0 |
| Ein perfekter Ehemann                       | 3  | 0 |
| Sleepy Hollow                               | 3  | 2 |
| Notting Hill                                | 2  | 0 |
| Ratcatcher                                  | 2  | 1 |
| Star Wars: Episode I – Die dunkle Bedrohung | 2  | 0 |
| Tee mit Mussolini                           | 2  | 1 |

## Preisträger und Nominierungen
Sam Mendes’ American Beauty war mit 14 Nominierungen großer Favorit der Veranstaltung und erhielt schließlich mit sechs Preisen die meisten Auszeichnungen des Abends. Mit zehn Nominierungen, aber nur einer Auszeichnung, war Das Ende einer Affäre ein Verlierer des Abends.

### Bester Film
American Beauty – Bruce Cohen, Dan Jinks
East is East – Leslee Udwin
Das Ende einer Affäre (The End of the Affair) – Stephen Woolley, Neil Jordan
The Sixth Sense – Frank Marshall, Kathleen Kennedy, Barry Mendel
Der talentierte Mr. Ripley (The Talented Mr. Ripley) – William Horberg, Tom Sternberg

### Bester britischer Film
East is East – Leslee Udwin, Damien O’Donnell
Notting Hill – Duncan Kenworthy, Roger Michell
Onegin – Eine Liebe in St. Petersburg (Onegin) – Ileen Maisel, Simon Bosanquet, Martha Fiennes
Ratcatcher – Gavin Emerson, Lynne Ramsay
Topsy-Turvy – Auf den Kopf gestellt (Topsy-Turvy) – Simon Channing-Williams, Mike Leigh
Wonderland – Michele Camarda, Andrew Eaton, Michael Winterbottom

### Beste Regie
Pedro Almodóvar – Alles über meine Mutter (Todo sobre mi madre)
Neil Jordan – Das Ende einer Affäre (The End of the Affair)
Sam Mendes – American Beauty
Anthony Minghella – Der talentierte Mr. Ripley (The Talented Mr. Ripley)
M. Night Shyamalan – The Sixth Sense

### Bester Hauptdarsteller
Kevin Spacey – American Beauty
Jim Broadbent – Topsy-Turvy – Auf den Kopf gestellt (Topsy-Turvy)
Russell Crowe – Insider (The Insider)
Ralph Fiennes – Das Ende einer Affäre (The End of the Affair)
Om Puri – East is East

### Beste Hauptdarstellerin
Annette Bening – American Beauty
Linda Bassett – East is East
Julianne Moore – Das Ende einer Affäre (The End of the Affair)
Emily Watson – Die Asche meiner Mutter (Angela’s Ashes)

### Bester Nebendarsteller
Jude Law – Der talentierte Mr. Ripley (The Talented Mr. Ripley)
Wes Bentley – American Beauty
Michael Caine – Gottes Werk & Teufels Beitrag (The Cider House Rules)
Rhys Ifans – Notting Hill
Timothy Spall – Topsy-Turvy – Auf den Kopf gestellt (Topsy-Turvy)

### Beste Nebendarstellerin
Maggie Smith – Tee mit Mussolini (Tea with Mussolini)
Thora Birch – American Beauty
Cate Blanchett – Der talentierte Mr. Ripley (The Talented Mr. Ripley)
Cameron Diaz – Being John Malkovich
Mena Suvari – American Beauty

### Bestes adaptiertes Drehbuch
Neil Jordan – Das Ende einer Affäre (The End of the Affair)
Ayub Khan-Din – East is East
Oliver Parker – Ein perfekter Ehemann (An Ideal Husband)
Anthony Minghella – Der talentierte Mr. Ripley (The Talented Mr. Ripley)

### Bestes Original-Drehbuch
Charlie Kaufman – Being John Malkovich
Pedro Almodóvar – Alles über meine Mutter (Todo sobre mi madre)
Alan Ball – American Beauty
Mike Leigh – Topsy-Turvy – Auf den Kopf gestellt (Topsy-Turvy)
M. Night Shyamalan – The Sixth Sense

### Beste Kamera
Conrad L. Hall – American Beauty
Bill Pope – Matrix (The Matrix)
Roger Pratt – Das Ende einer Affäre (The End of the Affair)
John Seale – Der talentierte Mr. Ripley (The Talented Mr. Ripley)
Michael Seresin – Die Asche meiner Mutter (Angela’s Ashes)

### Bestes Szenenbild
Rick Heinrichs – Sleepy Hollow
Geoffrey Kirkland – Die Asche meiner Mutter (Angela’s Ashes)
Owen Paterson – Matrix (The Matrix)
Anthony Pratt – Das Ende einer Affäre (The End of the Affair)
Naomi Shohan – American Beauty

### Beste Kostüme
Colleen Atwood – Sleepy Hollow
Anna Anni, Jenny Beavan, Alberto Spiazzi – Tee mit Mussolini (Tea with Mussolini)
Caroline Harris – Ein perfekter Ehemann (An Ideal Husband)
Sandy Powell – Das Ende einer Affäre (The End of the Affair)

### Beste Maske
Christine Blundell – Topsy-Turvy – Auf den Kopf gestellt (Topsy-Turvy)
Christine Beveridge – Das Ende einer Affäre (The End of the Affair)
Peter Swords King – Ein perfekter Ehemann (An Ideal Husband)
Tania McComas, Carol O’Connell – American Beauty

### Beste Filmmusik
Thomas Newman – American Beauty
Ry Cooder, Nick Gold – Buena Vista Social Club
Michael Nyman – Das Ende einer Affäre (The End of the Affair)
Gabriel Yared – Der talentierte Mr. Ripley (The Talented Mr. Ripley)

### Bester Schnitt
Tariq Anwar, Christopher Greenbury – American Beauty
Andrew Mondshein – The Sixth Sense
Zach Staenberg – Matrix (The Matrix)
Eric Zumbrunnen – Being John Malkovich

### Bester Ton
David E. Campbell, Dane A. Davis, John T. Reitz, David Lee, Gregg Rudloff – Matrix (The Matrix)
Bob Beemer, Scott Martin Gershin, Scott Millan, Richard Van Dyke – American Beauty
Tom Bellfort, Ben Burtt, Tom Johnson, John Midgley, Shawn Murphy, Gary Rydstrom – Star Wars: Episode I – Die dunkle Bedrohung (Star Wars Episode I: The Phantom Menace)
Jerry Boys, Martin Müller – Buena Vista Social Club

### Beste visuelle Effekte
Steve Courtley, John Gaeta, Janek Sirrs, Jon Thum – Matrix (The Matrix)
John Andrew Berton Jr., Chris Corbould, Daniel Jeannette, Ben Snow – Die Mumie (The Mummy)
Sharon Calahan, Eben Ostby, Bill Reeves, Rick Sayre – Das große Krabbeln (A Bug’s Life)
Rob Coleman, John Knoll, Dennis Muren, Scott Squires – Star Wars: Episode I – Die dunkle Bedrohung (Star Wars: Episode I – The Phantom Menace)
Paddy Eason, Jim Mitchell, Joss Williams, Kevin Yagher – Sleepy Hollow

### Beste Nachwuchsleistung
Lynne Ramsay – Ratcatcher
Justin Kerrigan – Human Traffic
Ayub Khan-Din – East is East
Kirk Jones – Lang lebe Ned Devine! (Waking Ned)

### Bester animierter Kurzfilm
The Man with the Beautiful Eyes – Jonathan Bairstow, Jonathan Hodgson
Der Perückenmacher – Annette Schäffler, Steffen Schäffler
Jolly Roger – Claire Jennings, Mark Baker, Neville Astley
Der alte Mann und das Meer (The Old Man and the Sea) – Bernard Lajoie, Tatsuo Shimamura, Alexander Petrow

### Bester Kurzfilm
Who’s My Favourite Girl – Joern Utkilen, Kara Johnston, Adrian McDowall
Bait – Soledad Gatti-Pascual, Tom Shankland, Jane Harris
Perdie – Rachel Shadick, Faye Gilbert
The Tale of the Rat That Wrote – Ruth Kenley-Letts, Lisa-Marie Russo, Billy O’Brien, Murilo Pasta

### Bester nicht-englischsprachiger Film
Alles über meine Mutter (Todo sobre mi madre), Spanien/Frankreich – Agustín Almodóvar, Pedro Almodóvar
Buena Vista Social Club, Deutschland/USA/Großbritannien/Frankreich/Kuba – Ulrich Felsberg, Deepak Nayar, Wim Wenders
Das Fest (Festen), Dänemark – Birgitte Hald, Thomas Vinterberg
Lola rennt, Deutschland – Stefan Arndt, Tom Tykwer

## Ehrenpreise

### Academy Fellowship
- Michael Caine – britischer Schauspieler
- Stanley Kubrick – US-amerikanischer Filmregisseur, -produzent und Drehbuchautor
- Peter Bazalgette – britischer Medienexperte

### Herausragender britischer Beitrag zum Kino (Michael Balcon Award)
(Outstanding British Contribution to Cinema)
- Joyce Herlihy – Produktionsmanagerin (Die Stunde des Siegers, Der letzte Kaiser)

### Publikumspreis(Orange Film of the Year)
- Notting Hill